# Cymindis babaulti
Cymindis babaulti es una especie de coleóptero de la familia Carabidae.

## Distribución geográfica
Habita en la India.